# Yanis Cimignani
Yanis Cimignani (Lyon, Francia, 22 de enero de 2002) es un futbolista francés que juega como centrocampista en el F. C. Lugano de la Superliga de Suiza.

## Trayectoria

### Inicios
Nacido en Lyon, Francia, creció en Ghisonaccia, en la isla de Córcega. Se incorporó al principal club de su comuna, el U. S. Ghisonaccia con sólo tres años y jugó allí hasta los once. Después, se incorporó al S. C. Bastia, donde permaneció tres años, pero se vio obligado a abandonar el club debido al descenso del mismo al Championnat National 3 y, como consecuencia, a la pérdida de su licencia de academia. Posteriormente fue contratado por el A. C. Ajaccio, incorporándose a su cantera en 2015.

### A. C. Ajaccio
El 31 de enero de 2020 firmó su primer contrato profesional con el A. C. Ajaccio. Debutó como profesional en una derrota por 1-0 ante el L. B. Châteauroux el 22 de agosto de 2020.

## Estadísticas

### Clubes
Actualizado al último partido disputado el 22 de octubre de 2022.
| Club                     | Div.          | Temporada     | Liga  | Liga  | Copas nacionales | Copas nacionales | Copas internacionales | Copas internacionales | Total | Total |
| Club                     | Div.          | Temporada     | Part. | Goles | Part.            | Goles            | Part.                 | Goles                 | Part. | Goles |
| ------------------------ | ------------- | ------------- | ----- | ----- | ---------------- | ---------------- | --------------------- | --------------------- | ----- | ----- |
| A. C. Ajaccio II Francia | 5.ª           | 2018-19       | 1     | 0     | —                | —                | —                     | —                     | 1     | 0     |
| A. C. Ajaccio II Francia | 5.ª           | 2019-20       | 2     | 0     | —                | —                | —                     | —                     | 2     | 0     |
| A. C. Ajaccio II Francia | 5.ª           | 2020-21       | 4     | 0     | —                | —                | —                     | —                     | 4     | 0     |
| A. C. Ajaccio II Francia | 5.ª           | 2022-23       | 1     | 2     | —                | —                | —                     | —                     | 1     | 2     |
| A. C. Ajaccio II Francia | Total club    | Total club    | 8     | 2     | 0                | 0                | 0                     | 0                     | 8     | 2     |
| A. C. Ajaccio Francia    | 2.ª           | 2020-21       | 6     | 0     | 0                | 0                | —                     | —                     | 6     | 0     |
| A. C. Ajaccio Francia    | 2.ª           | 2021-22       | 34    | 2     | 1                | 0                | —                     | —                     | 35    | 2     |
| A. C. Ajaccio Francia    | 1.ª           | 2022-23       | 8     | 0     | 0                | 0                | —                     | —                     | 8     | 0     |
| A. C. Ajaccio Francia    | Total club    | Total club    | 48    | 2     | 1                | 0                | 0                     | 0                     | 49    | 2     |
| Total carrera            | Total carrera | Total carrera | 56    | 4     | 1                | 0                | 0                     | 0                     | 57    | 4     |